# 駐日外国公館の一覧

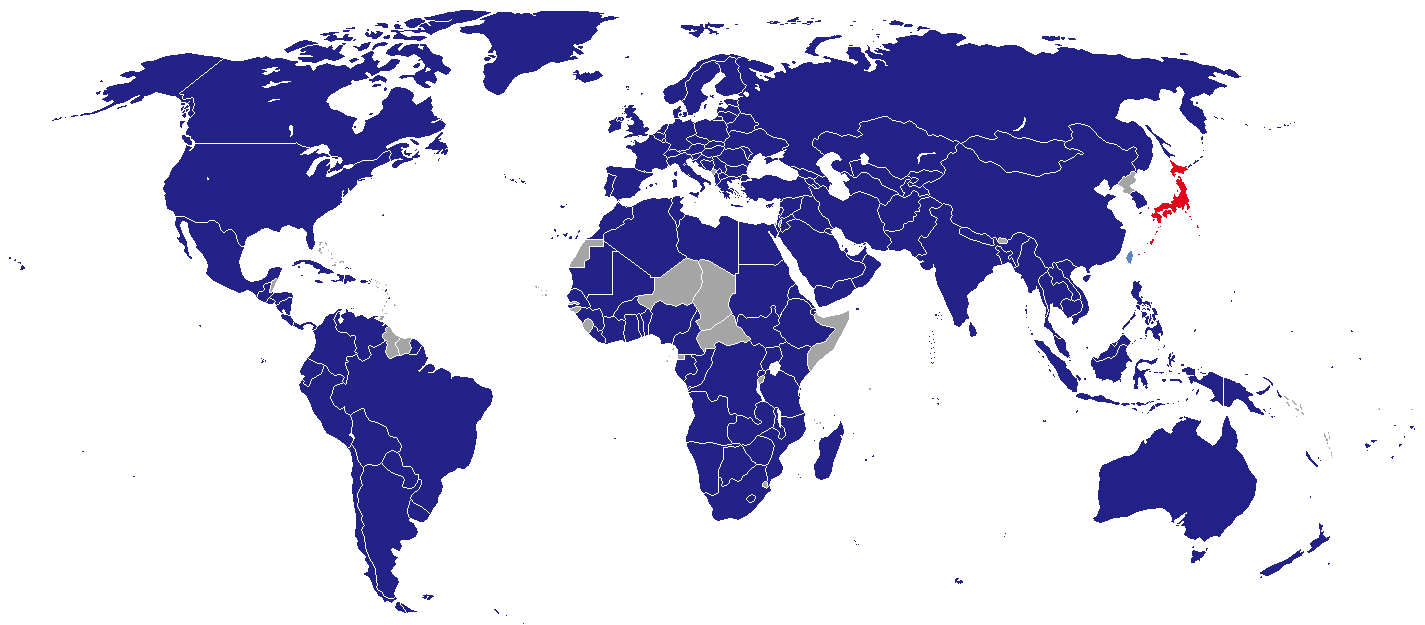
日本国内に在外公館を設置している国

駐日外国公館の一覧（ちゅうにちがいこくこうかんのいちらん）は、日本に駐在している外国の在外公館（大使館や領事館）の一覧である。

## 駐日大使館
（2025年8月2日現在）
※当節では外務省公式サイトで紹介されている駐日外国公館リストで分類された地域名で表記する。
| 地域名   | 国名                     | 住所                                                      | 外観 | 備考                               |
| -------- | ------------------------ | --------------------------------------------------------- | ---- | ---------------------------------- |
| アジア   | インド                   | 東京都千代田区九段南二丁目2-11                            |      | 駐日インド大使館                   |
| アジア   | インドネシア             | 東京都品川区東五反田五丁目2-9                             |      | 駐日インドネシア共和国大使館       |
| アジア   | カンボジア               | 東京都港区赤坂八丁目6-9                                   |      | 駐日カンボジア王国大使館           |
| アジア   | シンガポール             | 東京都港区六本木五丁目12-3                                |      | 駐日シンガポール大使館             |
| アジア   | スリランカ               | 東京都港区高輪二丁目1-54                                  |      | 駐日スリランカ大使館               |
| アジア   | タイ                     | 東京都品川区上大崎三丁目14-6                              |      | 駐日タイ王国大使館                 |
| アジア   | 韓国                     | 東京都港区南麻布一丁目2-5                                 |      | 駐日本国大韓民国大使館             |
| アジア   | 中国                     | 東京都港区元麻布三丁目4-33                                |      | 駐日中華人民共和国大使館           |
| アジア   | ネパール                 | 東京都目黒区下目黒六丁目20-28 福川ハウスB                 |      | 駐日ネパール大使館                 |
| アジア   | パキスタン               | 東京都港区南麻布四丁目6-17                                |      | 駐日パキスタン大使館               |
| アジア   | バングラデシュ           | 東京都千代田区紀尾井町3-29                                |      | 駐日バングラデシュ大使館           |
| アジア   | 東ティモール             | 東京都千代田区富士見一丁目8-9                             |      | 駐日東ティモール大使館             |
| アジア   | フィリピン               | 東京都港区六本木五丁目15-5                                |      | 駐日フィリピン大使館               |
| アジア   | ブルネイ                 | 東京都品川区北品川六丁目5-2                               |      | 駐日ブルネイ大使館                 |
| アジア   | ベトナム                 | 東京都渋谷区元代々木町50-11                               |      | 駐日ベトナム大使館                 |
| アジア   | マレーシア               | 東京都渋谷区南平台町20-16                                 |      | 駐日マレーシア大使館               |
| アジア   | ミャンマー               | 東京都品川区北品川四丁目8-26                              |      | 駐日ミャンマー大使館               |
| アジア   | モルディブ               | 東京都千代田区隼町3-7                                     |      | 駐日モルディブ大使館               |
| アジア   | モンゴル                 | 東京都渋谷区神山町21-4                                    |      | 駐日モンゴル国大使館               |
| アジア   | ラオス                   | 東京都港区西麻布三丁目3-22                                |      | 駐日ラオス大使館                   |
| 大洋州   | オーストラリア           | 東京都港区三田二丁目1-14                                  |      | 駐日オーストラリア大使館           |
| 大洋州   | サモア                   | 東京都港区麻布台三丁目5-7 麻布アメレックスビル5階         |      | 駐日サモア大使館                   |
| 大洋州   | トンガ                   | 東京都港区麻布台一丁目9-10 飯倉ITビル2階                  |      | 駐日トンガ大使館                   |
| 大洋州   | ニュージーランド         | 東京都渋谷区神山町20-40                                   |      | 駐日ニュージーランド大使館         |
| 大洋州   | パプアニューギニア       | 東京都目黒区下目黒五丁目32-20                             |      | 駐日パプアニューギニア大使館       |
| 大洋州   | パラオ                   | 東京都港区東麻布二丁目21-11                               |      | 駐日パラオ大使館                   |
| 大洋州   | フィジー                 | 東京都港区麻布台二丁目3-5 ノアビル14階                    |      | 駐日フィジー大使館                 |
| 大洋州   | マーシャル諸島           | 東京都世田谷区等々力八丁目2-22                            |      | 駐日マーシャル諸島大使館           |
| 大洋州   | ミクロネシア連邦         | 東京都目黒区目黒四丁目10-6                                |      | 駐日ミクロネシア連邦大使館         |
| 北米     | アメリカ合衆国           | 東京都港区赤坂一丁目10-5                                  |      | 駐日アメリカ合衆国大使館           |
| 北米     | カナダ                   | 東京都港区赤坂七丁目3-38                                  |      | 駐日カナダ大使館                   |
| 中南米   | アルゼンチン             | 東京都港区元麻布二丁目14-14                               |      | 駐日アルゼンチン大使館             |
| 中南米   | ウルグアイ               | 東京都港区芝大門一丁目2-1 大門KSビル7階                   |      | 駐日ウルグアイ大使館               |
| 中南米   | エクアドル               | 東京都港区麻布台三丁目5-7 麻布アメレックスビル8階         |      | 駐日エクアドル大使館               |
| 中南米   | エルサルバドル           | 東京都港区西麻布三丁目20-5 西麻布清美堂ビル               |      | 駐日エルサルバドル大使館           |
| 中南米   | キューバ                 | 東京都港区東麻布一丁目28-4                                |      | 駐日キューバ大使館                 |
| 中南米   | グアテマラ               | 東京都港区東麻布一丁目10-11 東麻布アベビル4階             |      | 駐日グアテマラ大使館               |
| 中南米   | コスタリカ               | 東京都港区六本木六丁目6-2 R-WEST                          |      | 駐日コスタリカ大使館               |
| 中南米   | コロンビア               | 東京都品川区上大崎三丁目10-53                             |      | 駐日コロンビア共和国大使館         |
| 中南米   | ジャマイカ               | 東京都港区元麻布二丁目13-1                                |      | 駐日ジャマイカ大使館               |
| 中南米   | チリ                     | 東京都港区芝三丁目1-14 芝公園阪神ビル7階、8階             |      | 駐日チリ大使館                     |
| 中南米   | ドミニカ共和国           | 東京都千代田区五番町10 五番町KUビル2階a室                 |      | 駐日ドミニカ共和国大使館           |
| 中南米   | ニカラグア               | 東京都新宿区山吹町33 都住創山吹町ビル5階501号室           |      | 駐日ニカラグア大使館               |
| 中南米   | ハイチ                   | 東京都港区東麻布一丁目10-11 東麻布アベビル7階             |      | 駐日ハイチ大使館                   |
| 中南米   | パナマ                   | 東京都港区六本木三丁目15-5                                |      | 駐日パナマ大使館                   |
| 中南米   | パラグアイ               | 東京都千代田区一番町2-2 一番町第二TGビル7階               |      | 駐日パラグアイ大使館               |
| 中南米   | ブラジル                 | 東京都港区北青山二丁目11-12                               |      | 駐日ブラジル大使館                 |
| 中南米   | ベネズエラ               | 東京都中央区入船二丁目7-4 政光ビル3階                     |      | 駐日ベネズエラ大使館               |
| 中南米   | ペルー                   | 東京都渋谷区広尾二丁目3-1                                 |      | 駐日ペルー大使館                   |
| 中南米   | ボリビア                 | 東京都港区芝公園三丁目4-30 32芝公園ビル802、804号室       |      | 駐日ボリビア大使館                 |
| 中南米   | ホンジュラス             | 東京都港区東麻布一丁目10-11 東麻布アベビル5階             |      | 駐日ホンジュラス大使館             |
| 中南米   | メキシコ                 | 東京都千代田区永田町二丁目15-1                            |      | 駐日メキシコ大使館                 |
| 欧州     | アイスランド             | 東京都港区高輪四丁目18-26                                 |      | 駐日アイスランド大使館             |
| 欧州     | アイルランド             | 東京都新宿区四谷本塩町1-6                                 |      | 駐日アイルランド大使館             |
| 欧州     | アゼルバイジャン         | 東京都目黒区東が丘一丁目19-15                             |      | 駐日アゼルバイジャン大使館         |
| 欧州     | アルバニア               | 東京都中央区築地六丁目4-8 北國新聞ビル4階                 |      | 駐日アルバニア大使館               |
| 欧州     | アルメニア               | 東京都港区赤坂一丁目11-36 レジデンスバイカウンテス230号室 |      | 駐日アルメニア大使館               |
| 欧州     | イタリア                 | 東京都港区三田二丁目5-4                                   |      | 駐日イタリア大使館                 |
| 欧州     | ウクライナ               | 東京都港区西麻布三丁目5-31                                |      | 駐日ウクライナ大使館               |
| 欧州     | ウズベキスタン           | 東京都港区高輪二丁目1-52                                  |      | 駐日ウズベキスタン大使館           |
| 欧州     | イギリス                 | 東京都千代田区一番町1                                     |      | 駐日英国大使館                     |
| 欧州     | エストニア               | 東京都渋谷区神宮前二丁目6-15                              |      | 駐日エストニア大使館               |
| 欧州     | オーストリア             | 東京都港区元麻布一丁目1-20                                |      | 駐日オーストリア大使館             |
| 欧州     | オランダ                 | 東京都港区芝公園三丁目6-3                                 |      | 駐日オランダ大使館                 |
| 欧州     | カザフスタン             | 東京都港区麻布台一丁目8-14                                |      | 駐日カザフスタン大使館             |
| 欧州     | キプロス                 | 東京都港区南麻布四丁目6-28 ヨーロッパハウス4階            |      | 駐日キプロス大使館                 |
| 欧州     | 北マケドニア             | 東京都品川区東五反田五丁目16-17                           |      | 駐日北マケドニア大使館             |
| 欧州     | ギリシャ                 | 東京都港区西麻布三丁目16-30                               |      | 駐日ギリシャ大使館                 |
| 欧州     | キルギス                 | 東京都港区三田一丁目5-7                                   |      | 駐日キルギス大使館                 |
| 欧州     | クロアチア               | 東京都渋谷区広尾三丁目3-10                                |      | 駐日クロアチア大使館               |
| 欧州     | コソボ                   | 東京都港区西新橋三丁目13-7 VORT虎ノ門サウスビル10階       |      | 駐日コソボ大使館                   |
| 欧州     | サンマリノ               | 東京都港区元麻布三丁目5-1                                 |      | 駐日サンマリノ大使館               |
| 欧州     | ジョージア               | 東京都港区北青山二丁目10-22 K2ビル                        |      | 駐日ジョージア大使館               |
| 欧州     | スイス                   | 東京都港区南麻布五丁目9-12                                |      | 駐日スイス大使館                   |
| 欧州     | スウェーデン             | 東京都港区赤坂一丁目12-32 アーク森ビル16階                |      | 在日本スウェーデン大使館           |
| 欧州     | スペイン                 | 東京都港区六本木一丁目3-29                                |      | 駐日スペイン大使館                 |
| 欧州     | スロバキア               | 東京都港区元麻布二丁目11-33                               |      | 駐日スロバキア大使館               |
| 欧州     | スロベニア               | 東京都港区南青山七丁目14-12                               |      | 駐日スロベニア大使館               |
| 欧州     | セルビア                 | 東京都港区高輪四丁目16-12                                 |      | 駐日セルビア大使館                 |
| 欧州     | タジキスタン             | 東京都品川区上大崎一丁目5-42 上大崎コンパウンド2階・3階   |      | 駐日タジキスタン大使館             |
| 欧州     | チェコ                   | 東京都渋谷区広尾二丁目16-14                               |      | 駐日チェコ大使館                   |
| 欧州     | デンマーク               | 東京都渋谷区猿楽町29-6                                    |      | 駐日デンマーク大使館               |
| 欧州     | ドイツ                   | 東京都港区南麻布四丁目5-10                                |      | 駐日ドイツ大使館                   |
| 欧州     | トルクメニスタン         | 東京都渋谷区東二丁目6-14                                  |      | 駐日トルクメニスタン大使館         |
| 欧州     | ノルウェー               | 東京都港区芝公園三丁目4-30 芝公園ビル9階                  |      | 駐日ノルウェー大使館               |
| 欧州     | バチカン                 | 東京都千代田区四番町7-3                                   |      | 駐日本国ローマ法王庁大使館         |
| 欧州     | ハンガリー               | 東京都港区三田二丁目17-14                                 |      | 駐日ハンガリー大使館               |
| 欧州     | フィンランド             | 東京都港区南麻布三丁目5-39                                |      | 駐日フィンランド大使館             |
| 欧州     | フランス                 | 東京都港区南麻布四丁目11-44                               |      | 駐日フランス大使館                 |
| 欧州     | ブルガリア               | 東京都渋谷区代々木五丁目36-3                              |      | 駐日ブルガリア大使館               |
| 欧州     | ベラルーシ               | 東京都品川区東五反田五丁目6-32                            |      | 駐日ベラルーシ大使館               |
| 欧州     | ベルギー                 | 東京都千代田区二番町5-4                                   |      | 駐日ベルギー大使館                 |
| 欧州     | ポーランド               | 東京都目黒区三田二丁目13-5                                |      | 駐日ポーランド大使館               |
| 欧州     | ボスニア・ヘルツェゴビナ | 東京都港区南麻布五丁目3-29 ガーデニアビル2階・3階         |      | 駐日ボスニア・ヘルツェゴビナ大使館 |
| 欧州     | ポルトガル               | 東京都港区西麻布三丁目6-6                                 |      | 駐日ポルトガル大使館               |
| 欧州     | マルタ                   | 東京都港区虎ノ門四丁目3-20 神谷町MTビル14階 41～43号室    |      | 駐日マルタ大使館                   |
| 欧州     | モルドバ                 | 東京都新宿区榎町72 神楽坂榎ビル3階                        |      | 駐日モルドバ大使館                 |
| 欧州     | ラトビア                 | 東京都渋谷区神山町37-11 プリマヴェーラ神山A号室           |      | 駐日ラトビア大使館                 |
| 欧州     | リトアニア               | 東京都港区元麻布三丁目7-18                                |      | 駐日リトアニア大使館               |
| 欧州     | ルーマニア               | 東京都港区西麻布三丁目16-19                               |      | 駐日ルーマニア大使館               |
| 欧州     | ルクセンブルク           | 東京都千代田区四番町8-9 ルクセンブルクハウス1階           |      | 駐日ルクセンブルク大使館           |
| 欧州     | ロシア                   | 東京都港区麻布台二丁目1-1                                 |      | 在日ロシア連邦大使館               |
| 欧州     | 欧州連合                 | 東京都港区南麻布四丁目6-28                                |      | 駐日欧州連合代表部                 |
| 中東     | アフガニスタン           | 東京都港区麻布台二丁目2-1                                 |      | 駐日アフガニスタン大使館           |
| 中東     | アラブ首長国連邦         | 東京都目黒区下目黒一丁目8-1 アルコタワー7階               |      | 駐日アラブ首長国連邦大使館         |
| 中東     | イエメン                 | 東京都千代田区三番町6-3 三番町KB-6ビル4階                 |      | 駐日イエメン大使館                 |
| 中東     | イスラエル               | 東京都千代田区二番町3                                     |      | 駐日イスラエル大使館               |
| 中東     | イラク                   | 東京都渋谷区神山町14-6                                    |      | 駐日イラク大使館                   |
| 中東     | イラン                   | 東京都港区南麻布三丁目13-9                                |      | 駐日イラン大使館                   |
| 中東     | オマーン                 | 東京都渋谷区広尾四丁目2-17                                |      | 駐日オマーン大使館                 |
| 中東     | カタール                 | 東京都港区元麻布二丁目3-28                                |      | 駐日カタール大使館                 |
| 中東     | クウェート               | 東京都港区三田四丁目13-12                                 |      | 駐日クウェート大使館               |
| 中東     | サウジアラビア           | 東京都港区六本木一丁目8-4                                 |      | 駐日サウジアラビア王国大使館       |
| 中東     | シリア                   | 東京都港区赤坂六丁目19-45                                 |      | 駐日シリア大使館                   |
| 中東     | トルコ                   | 東京都渋谷区神宮前二丁目33-6                              |      | 駐日トルコ共和国大使館             |
| 中東     | バーレーン               | 東京都港区赤坂一丁目11-36 レジデンスバイカウンテス710号室 |      | 駐日バーレーン大使館               |
| 中東     | ヨルダン                 | 東京都渋谷区神山町39-8                                    |      | 駐日ヨルダン大使館                 |
| 中東     | レバノン                 | 東京都目黒区東山二丁目6-9 パステルシティ東山101号         |      | 駐日レバノン大使館                 |
| アフリカ | アルジェリア             | 東京都目黒区三田二丁目10-67                               |      | 駐日アルジェリア大使館             |
| アフリカ | アンゴラ                 | 東京都世田谷区代沢二丁目10-24                             |      | 駐日アンゴラ大使館                 |
| アフリカ | ウガンダ                 | 東京都港区赤坂九丁目6-44 乃木坂フォレスト 3F              |      | 駐日ウガンダ大使館                 |
| アフリカ | エジプト                 | 東京都目黒区青葉台一丁目5-4                               |      | 駐日エジプト大使館                 |
| アフリカ | エチオピア               | 東京都港区高輪三丁目4-1 高輪偕成ビル2階                   |      | 駐日エチオピア大使館               |
| アフリカ | エリトリア               | 東京都港区白金台四丁目7-4 白金台STビル第401号室           |      | 駐日エリトリア大使館               |
| アフリカ | ガーナ                   | 東京都港区西麻布一丁目5-21                                |      | 駐日ガーナ大使館                   |
| アフリカ | ガボン                   | 東京都目黒区東が丘一丁目34-11                             |      | 駐日ガボン大使館                   |
| アフリカ | カメルーン               | 東京都世田谷区野沢三丁目27-16 南ツインハウスA＆B          |      | 駐日カメルーン大使館               |
| アフリカ | ギニア                   | 東京都渋谷区鉢山町12-9                                    |      | 駐日ギニア大使館                   |
| アフリカ | ケニア                   | 東京都目黒区八雲三丁目24-3                                |      | 駐日ケニア大使館                   |
| アフリカ | コートジボワール         | 東京都渋谷区上原二丁目19-12                               |      | 駐日コートジボワール大使館         |
| アフリカ | コンゴ共和国             | 東京都大田区田園調布三丁目16-4                            |      | 駐日コンゴ共和国大使館             |
| アフリカ | コンゴ民主共和国         | 東京都港区南青山二丁目9-21                                |      | 駐日コンゴ民主共和国大使館         |
| アフリカ | ザンビア                 | 東京都品川区荏原一丁目10-2                                |      | 駐日ザンビア大使館                 |
| アフリカ | ジブチ                   | 東京都品川区北品川五丁目13-1                              |      | 駐日ジブチ共和国大使館             |
| アフリカ | ジンバブエ               | 東京都港区三田五丁目4-3 三田プラザビル6階                 |      | 駐日ジンバブエ大使館               |
| アフリカ | スーダン                 | 東京都目黒区八雲四丁目7-1                                 |      | 駐日スーダン大使館                 |
| アフリカ | セネガル                 | 東京都目黒区青葉台一丁目3-4                               |      | 駐日セネガル大使館                 |
| アフリカ | タンザニア               | 東京都世田谷区上用賀四丁目21-9                            |      | 駐日タンザニア大使館               |
| アフリカ | チュニジア               | 東京都千代田区九段南三丁目6-6                             |      | 駐日チュニジア大使館               |
| アフリカ | トーゴ                   | 東京都目黒区八雲二丁目2-4                                 |      | 駐日トーゴ大使館                   |
| アフリカ | ナイジェリア             | 東京都港区虎ノ門三丁目6-1                                 |      | 駐日ナイジェリア大使館             |
| アフリカ | ナミビア                 | 東京都港区麻布台三丁目5-7 麻布アメレックスビル4階         |      | 駐日ナミビア大使館                 |
| アフリカ | ブルキナファソ           | 東京都渋谷区大山町45-24                                   |      | 駐日ブルキナファソ大使館           |
| アフリカ | ベナン                   | 東京都文京区春日一丁目11-14 S.G.ビル8階                   |      | 駐日ベナン大使館                   |
| アフリカ | ボツワナ                 | 東京都港区芝四丁目5-10 ACN田町ビル6階                     |      | 駐日ボツワナ大使館                 |
| アフリカ | マダガスカル             | 東京都港区元麻布二丁目3-23                                |      | 駐日マダガスカル大使館             |
| アフリカ | マラウイ                 | 東京都港区高輪三丁目4-1 高輪偕成ビル5階、7階              |      | 駐日マラウイ大使館                 |
| アフリカ | マリ                     | 東京都品川区上大崎三丁目12-9                              |      | 駐日マリ共和国大使館               |
| アフリカ | 南アフリカ共和国         | 東京都千代田区麹町一丁目4 半蔵門ファーストビル4階         |      | 駐日南アフリカ大使館               |
| アフリカ | 南スーダン               | 東京都港区赤坂二丁目21-15 赤坂OSビル4階（準備中）         |      |                                    |
| アフリカ | モザンビーク             | 東京都世田谷区桜新町一丁目33-14                           |      | 駐日モザンビーク大使館             |
| アフリカ | モーリタニア             | 東京都目黒区五本木一丁目16-17                             |      | 駐日モーリタニア大使館             |
| アフリカ | モロッコ                 | 東京都港区南青山五丁目4-30                                |      | 駐日モロッコ大使館                 |
| アフリカ | リビア                   | 東京都渋谷区代官山町10-14                                 |      | 駐日リビア大使館                   |
| アフリカ | リベリア                 | 東京都新宿区市谷砂土原町一丁目2-61 オフィス横丁市谷       |      | 駐日リベリア大使館                 |
| アフリカ | ルワンダ                 | 東京都世田谷区深沢一丁目17-17 アネックス深沢A棟           |      | 駐日ルワンダ大使館                 |
| アフリカ | レソト                   | 東京都港区赤坂七丁目5-47 U&M赤坂ビル1階、3階              |      | 駐日レソト大使館                   |

## 駐日大使館が無い国
（2022年9月3日現在）

### 大使が本国に常駐している国
- アンティグア・バーブーダ
- キリバス
- ソロモン諸島
- ドミニカ国
- バハマ
- モナコ
- モンテネグロ

### 大使が本国以外に常駐している国
在中華人民共和国大使館が兼轄
- カーボベルデ（在中華人民共和国大使館）
- ガイアナ（在中華人民共和国大使館）
- ギニアビサウ（在中華人民共和国大使館）
- コモロ（在中華人民共和国大使館）
- シエラレオネ（在中華人民共和国大使館）
- スリナム（在中華人民共和国大使館）
- セーシェル（在中華人民共和国大使館）
- チャド（在中華人民共和国大使館）
- ニジェール（在中華人民共和国大使館）
- バルバドス（在中華人民共和国大使館）
- ブルンジ（在中華人民共和国大使館）
- 赤道ギニア（在中華人民共和国大使館）

在中華民国（台湾）大使館が兼轄
- セントクリストファー・ネイビス（在中華民国大使館）
- セントビンセント・グレナディーン（在中華民国大使館）
- ベリーズ（在中華民国大使館）

在インド大使館・高等弁務官事務所が兼轄
- トリニダード・トバゴ（在インド高等弁務官事務所）
- ブータン（在インド大使館）

その他の国の大使館・高等弁務官事務所が兼轄
- エスワティニ（在マレーシア高等弁務官事務所）
- モーリシャス（在オーストラリア高等弁務官事務所）

### その他の大使館を設置していない国
- アンドラ
- ガンビア
- クック諸島
- グレナダ
- サントメ・プリンシペ
- セントルシア

- ソマリア
- ツバル
- ナウル
- ニウエ
- バヌアツ
- リヒテンシュタイン

### 日本が承認していない国
日本が承認していない国の大使館は設置されていない。
※ 実質的に大使館と同等の機能を果たしている機関。
- 中華民国 - 東京都港区白金台五丁目20-2（台北駐日経済文化代表処[3]）
- 北朝鮮 - 東京都千代田区富士見2-14-15（在日本朝鮮人総聯合会）
- パレスチナ - 東京都港区南麻布3-6-3 （駐日パレスチナ常駐総代表部）

### 駐日大使館が無い国の在東京名誉領事館
- アンティグア・バーブーダ - 東京都品川区西五反田二丁目7-12　五反田アレー7階　山銀通商株式会社内
- コモロ - 東京都港区南青山五丁目9-15　青山OHMOTOビル3F
- セントビンセント・グレナディーン - 東京都世田谷区野沢一丁目35-7　アクティ三軒茶屋7号棟506
- ソロモン諸島 - 東京都中央区銀座一丁目9-2 北野建設株式会社 東京本社7階
- 中央アフリカ - 東京都世田谷区中町四丁目38-9
- ツバル - 東京都新宿区西新宿六丁目16-6 タツミビル5階 大日本土木株式会社 海外支店内
- ニウエ - 東京都目黒区青葉台一丁目6-59 青葉台ビル2階（一社）日本ニウエ友好協会内
- ニジェール - 東京都港区芝大門二丁目11-18　芝関野ビル3階
- ブータン - 東京都港区芝3-6-9　芝公園プラザ3階
- モーリシャス - 東京都港区虎ノ門二丁目1-1　株式会社商船三井内
- モナコ - 東京都千代田区丸の内二丁目3-1 三菱商事株式会社（PM-E）内

## 駐日総領事館・領事館・領事事務所・弁事処
※当節及び次節では外務省公式サイトで紹介されている駐日外国公館リストを中心に、自治体内に点在するものや県庁所在地に集中するものを一つに纏めた上で、自治体名での表記とする。

### 在北海道

#### 札幌市
- アメリカ合衆国（在札幌米国総領事館 - 北海道札幌市中央区北1条西二十八丁目
- 大韓民国（在札幌大韓民国総領事館） - 北海道札幌市中央区北2条西十二丁目1-4
- 中華人民共和国（在札幌中華人民共和国総領事館） - 北海道札幌市中央区南13条西二十九丁目5-1
- 中華民国（台北駐日経済文化代表処札幌分処）- 北海道札幌市中央区北4条西4-1 伊藤ビル 5階
- ロシア（在札幌ロシア連邦総領事館） - 北海道札幌市中央区南14条西十二丁目826

#### 函館市
- ロシア（在札幌ロシア連邦総領事館函館事務所） - 北海道函館市元町14-1

### 在宮城県

#### 仙台市
- 大韓民国（在仙台大韓民国総領事館） - 宮城県仙台市青葉区上杉一丁目4-3

### 在東京都

#### 千代田区
- ベルギー（在東京ベルギー総領事館） - 東京都千代田区二番町5-4

#### 港区
- チリ（在東京チリ総領事館） - 東京都港区芝三丁目1-14 芝公園阪神ビル8階
- ドミニカ共和国（在東京ドミニカ共和国総領事館） - 東京都港区麻布十番1-10-3 モンテプラザ麻布904
- パナマ（在東京パナマ総領事館） - 東京都港区六本木三丁目15-5 六本木アシャラ・ヒルズ・ビル1階

#### 新宿区
- ニカラグア（在東京ニカラグア総領事館） - 東京都新宿区山吹町33 都住創山吹町ビル5階501号室

#### 品川区
- ブラジル（在東京ブラジル総領事館） - 東京都品川区東五反田一丁目13-12 いちご五反田ビル2階・3階
- ペルー（在東京ペルー総領事館） - 東京都品川区東五反田一丁目13-12 いちご五反田ビル6階

### 在神奈川県

#### 横浜市
- 大韓民国（在横浜大韓民国総領事館） - 神奈川県横浜市中区山手町118
- 中華民国（台北駐日経済文化代表処横浜分処）- 神奈川県横浜市中区日本大通り60 朝日生命横浜ビル 2階

### 在新潟県

#### 新潟市
- 大韓民国（在新潟大韓民国総領事館） - 新潟県新潟市中央区万代島5-1 万代島ビル8階
- 中華人民共和国（在新潟中華人民共和国総領事館） - 新潟県新潟市中央区西大畑町5220-18
- ロシア（在新潟ロシア連邦総領事館） - 新潟県新潟市中央区万代島5-1 万代島ビル12階

### 在静岡県

#### 浜松市
- ブラジル（在浜松ブラジル総領事館） - 静岡県浜松市中央区元城町115-10 元城町共同ビル1階及び5階

### 在愛知県

#### 名古屋市
- アメリカ合衆国（在名古屋米国領事館） - 愛知県名古屋市中村区那古野一丁目47-1 名古屋国際センタービル6階
- カナダ（在名古屋カナダ領事館） - 愛知県名古屋市中区丸の内三丁目17-6 ナカトウ丸の内ビル6階
- 大韓民国（在名古屋大韓民国総領事館） - 愛知県名古屋市中村区名駅南一丁目19-12
- 中華人民共和国（在名古屋中華人民共和国総領事館） - 愛知県名古屋市東区東桜二丁目8-37
- トルコ（在名古屋トルコ共和国総領事館） - 愛知県名古屋市中区栄三丁目21-23 KSイセヤビル4階
- フィリピン（在名古屋フィリピン総領事館） - 愛知県名古屋市中区栄三丁目31-3 尋屋ビル2階
- ブラジル（在名古屋ブラジル総領事館） - 愛知県名古屋市中区丸の内一丁目10-29 白川第8ビル2階、6階
- ペルー（在名古屋ペルー総領事館） - 愛知県名古屋市中区栄二丁目2-23 アーク白川公園ビル3階

### 在京都府

#### 京都市
- フランス（在京都フランス総領事館） - 京都府京都市左京区吉田泉殿町8

### 在大阪府

#### 大阪市
- アメリカ合衆国（駐大阪・神戸米国総領事館） - 大阪府大阪市北区西天満二丁目11-5
- イギリス（在大阪英国総領事館） - 大阪府大阪市中央区博労町三丁目5-1 御堂筋グランタワー19階
- イタリア（在大阪イタリア総領事館） - 大阪府大阪市北区中之島二丁目3-18 中之島フェスティバルタワー17階
- インド（在大阪・神戸インド総領事館） - 大阪府大阪市中央区久太郎町一丁目9-26 ルーシッドスクエア船場10階
- インドネシア（在大阪インドネシア共和国総領事館） - 大阪府大阪市北区中之島六丁目2-40 中之島インテスビル22階
- オーストラリア（在大阪オーストラリア総領事館） - 大阪府大阪市中央区城見二丁目1-61 TWIN21MIDタワー16階
- オランダ（在大阪オランダ総領事館）[注釈 1] - 大阪府大阪市中央区北浜一丁目1-14 北浜1丁目平和ビル8階B室
- スイス（在大阪スイス領事館） - 大阪府大阪市北区堂島1丁目1-5 梅田新道ビル1階
- タイ（在大阪タイ王国総領事館） - 大阪府大阪市中央区久太郎町一丁目9-16 バンコク銀行ビル1、4、5、6、7、8、9、10階
- 大韓民国（在大阪大韓民国総領事館） - 大阪市中央区西心斎橋二丁目3-4
- 中華人民共和国（在大阪中華人民共和国総領事館） - 大阪府大阪市西区靱本町三丁目9-2
- 中華民国（台北駐大阪経済文化弁事処） - 大阪府大阪市北区中之島二丁目3-18 中之島フェスティバルタワー 17階
- ドイツ（在大阪・神戸ドイツ総領事館） - 大阪府大阪市北区大淀中一丁目1-88 梅田スカイビル東棟35階
- ハンガリー（在大阪ハンガリー領事館） - 大阪府大阪市北区堂島浜一丁目1-27 大阪堂島浜タワー14階1408-1409
- フィリピン（在大阪フィリピン総領事館） - 大阪府大阪市中央区城見二丁目1-61 TWIN21MIDタワー24階
- モンゴル（在大阪モンゴル国総領事館） - 大阪府大阪市中央区博労町1-4-10 エステート博労町ビル3階 301、303号室

#### 堺市
- ベトナム（在大阪ベトナム総領事館） - 大阪府堺市堺区市之町東四丁2-15

#### 豊中市
- ロシア（在大阪ロシア連邦総領事館） - 大阪府豊中市西緑ヶ丘一丁目2-2

### 在兵庫県

#### 神戸市
- 大韓民国（在神戸大韓民国総領事館） - 兵庫県神戸市中央区中山手通二丁目21-5
- パナマ（在神戸パナマ総領事館） - 兵庫県神戸市中央区京町71 山本ビル7階

### 在広島県

#### 広島市
- 大韓民国 - 広島県広島市南区翠五丁目9-17

### 在福岡県

#### 福岡市
- アメリカ合衆国（在福岡米国領事館） - 福岡県福岡市中央区大濠二丁目5-26
- インド（在福岡インド総領事館） - 福岡県福岡市博多区中洲中島町1-3　福岡Kスクエア10階
- タイ（在福岡タイ王国総領事館） - 福岡県福岡市中央区天神四丁目1-37 第1明星ビル2階
- 大韓民国（在福岡大韓民国総領事館） - 福岡県福岡市中央区地行浜一丁目1-3
- 中華人民共和国（在福岡中華人民共和国総領事館） - 福岡県福岡市中央区地行浜一丁目3-3
- 中華民国（台北駐大阪経済文化弁事処福岡分処）- 福岡県福岡市中央区桜坂3-12-42
- ベトナム（在福岡ベトナム総領事館） - 福岡県福岡市博多区中洲五丁目3-8 アクア博多4階

### 在長崎県

#### 長崎市
- 中華人民共和国（在長崎中華人民共和国総領事館） - 長崎県長崎市橋口町10番35号

### 在沖縄県
那覇市
- 中華民国（台北駐日経済文化代表処那覇分処）- 沖縄県那覇市久茂地三丁目15-9 アルテビル那覇 6階

#### 浦添市
- アメリカ合衆国（在沖米国総領事館） - 沖縄県浦添市当山二丁目1-1

## 駐日名誉総領事館・名誉領事館

### 在北海道
- アイルランド - 北海道札幌市中央区北1条西七丁目4 タキモトビル3階
- インドネシア - 北海道札幌市東区北19条東一丁目1-1 株式会社中山組本社内
- カナダ - 北海道札幌市中央区大通西二十六丁目1-3
- ガーナ - 北海道札幌市清田区美しが丘1条9丁目1-1　札幌観光バスビル　石井兄弟社札幌事
- グアテマラ - 北海道札幌市北区北19条西三丁目　なごやビル　名越（なごや）税務会計事務所内
- スイス - 北海道上川郡東川町勇駒別　湧駒荘内
- スウェーデン - 北海道札幌市北区北7条西一丁目2-6　NCO札幌14階　デラバル株式会社内
- スペイン - 北海道札幌市中央区南9条西五丁目　パーク9・5ビル　株式会社セコマ内
- スリランカ - 北海道小樽市稲穂三丁目5-14　株式会社小樽グリーンホテル内
- タイ - 北海道札幌市北区新琴似7条1丁目2-39　ニトリビル4階
- チェコ - 北海道札幌市中央区北1条東四丁目8-1　サッポロファクトリーフロンティア館3F
- デンマーク - 北海道札幌市中央区大通西二丁目5　ほくほく札幌ビル　北海道銀行内
- ドイツ - 北海道札幌市中央区北1条東四丁目8-1　サッポロファクトリーフロンティア館3F
- ニュージーランド - 北海道札幌市中央区北2条西十丁目2-7　Wall601号室　株式会社きのとや内
- ノルウェー - 北海道札幌市中央区北12条西二十丁目2-1　丸水札幌中央水産株式会社内
- パプアニューギニア - 北海道室蘭市入江1-19　株式会社栗林商会内
- パラグアイ - 北海道函館市東山町185-1
- フィジー - 北海道江別市江別太305-15　株式会社北翔内
- フィリピン - 北海道札幌市西区八軒1条西一丁目1丁目2-10　日本食品製造合資会社内
- フィンランド - 北海道札幌市手稲区前田9条十一丁目7-40　株式会社バーグマン内
- フランス - 北海道札幌市中央区南2条西五丁目10-2　南2西5ビル2階　札幌アリアンス・フランセーズ内
- ベトナム - 北海道札幌市中央区南8条西十五丁目2-1　道路工業株式会社内
- ベトナム - 北海道釧路市大町一丁目1-10　大町ビル4階
- ベラルーシ - 北海道函館市千代台町12-25
- ベルギー - 北海道札幌市中央区南9条西五丁目　パーク9・5ビル　株式会社セコマ内
- ミクロネシア連邦 - 北海道釧路市鳥取南五丁目12-5
- モンゴル - 北海道札幌市中央区北5条西10丁目　山一ビル1階
- ラオス - 北海道函館市若松町七丁目15
- リトアニア - 北海道札幌市中央区大通西十一丁目4　大通藤井ビル2階

### 在宮城県
- カンボジア - 宮城県仙台市青葉区上杉一丁目6-6　イースタンビル7階
- パラオ - 宮城県仙台市青葉区国分町三丁目8-1　勾当台ビル4階 日本建設興業株式会社　東北営業所内
- フランス - 宮城県仙台市宮城野区元寺小路302-14　ワインハウス　ブウション内
- ブラジル - 宮城県仙台市泉区南光台南一丁目1-3　シンセービル1階　株式会社ゆらリズム内

### 在秋田県
- フィジー - 秋田県秋田市寺内大小路207-38
- ベラルーシ - 秋田県秋田市大町 (秋田市)三丁目2-44大町ビル2階　株式会社エムアンドエム内

### 在福島県
- サモア - 福島県いわき市常磐藤原町蕨平50　常磐興産株式会社内

### 在茨城県
- パプアニューギニア - 茨城県取手市戸頭1142-1　NCSビル6階
- ブルガリア - 茨城県守谷市野木崎3455　株式会社明治　守谷能力開発センター内

### 在栃木県
- スロバキア - 栃木県宇都宮市白沢町2012-4　宇都宮精機株式会社内

### 在群馬県
- モロッコ - 群馬県前橋市朝倉町555-4　サンヨー食品株式会社内
- レソト - 群馬県桐生市本町五丁目40　シロキヤ書店内

### 在千葉県
- アルバニア - 千葉県千葉市若葉区千城台東三丁目3-10　青木様方
- ブルキナファソ - 千葉県東金市殿廻147-4
- リトアニア - 千葉県成田市吉岡709-11

### 在東京都
- ルクセンブルク - 東京都中央区日本橋二丁目5-1　日本橋高島屋三井ビルディング　TDK株式会社
- 東ティモール - 東京都世田谷区祖師谷五丁目22-34

### 在神奈川県
- エルサルバドル - 神奈川県横浜市中区本町一丁目3　綜通横浜ビル3F
- グアテマラ - 神奈川県横浜市青葉区美しが丘四丁目54-6　株式会社ブルックスホールディングス内
- パラオ - 神奈川県横浜市中区北仲通二丁目14　藤木企業株式会社内
- ハンガリー - 神奈川県横浜市旭区上白根町762-4　東亜ガス株式会社内

### 在新潟県
- フランス - 新潟県新潟市中央区古町通2-495 NSGグループ内
- モンゴル - 新潟県新潟市中央区鳥屋野331　株式会社新潟クボタ内

### 在富山県
- モンゴル - 富山県高岡市丸の内一丁目40

### 在福井県
- スロベニア - 福井県福井市羽水二丁目402

### 在山梨県
- コソボ - 山梨県甲府市酒折二丁目4-5　山梨学院大学内

### 在岐阜県
- ペルー - 岐阜県高山市上岡本町5-189
- リトアニア - 岐阜県岐阜市神田町2-2
- モロッコ - 岐阜県美濃加茂市太田町1752-1　美濃加茂国際交流協会内

### 在静岡県
- キルギス - 静岡県焼津市栄町一丁目4-10　812STUDIOビル2F
- 大韓民国 - 静岡県静岡市葵区黒金町20-8　静岡商工会議所内
- パラオ - 静岡県三島市本町13-21

### 在愛知県
- アンゴラ - 愛知県名古屋市中村区名駅四丁目9-8　センチュリー豊田ビル16階　豊田通商株式会社内
- イスラエル - 愛知県名古屋市中区丸の内二丁目14-4 エグゼ丸の内ビル701号室 株式会社岡田商事 名古屋支店内
- インドネシア - 愛知県名古屋市北区黒川本通二丁目46　3階 株式会社焼肉坂井ホールディングス内
- ウズベキスタン - 愛知県名古屋市中区大須一丁目7-14 パークIMビル2階（株）アースデザイン内
- エチオピア - 愛知県名古屋市中区栄三丁目35-1　中京綜合警備保障株式会社内
- オーストリア - 愛知県名古屋市中村区名駅四丁目7-1　トヨタ自動車株式会社
- オランダ - 愛知県名古屋市中区栄二丁目4-18　岡谷鋼機株式会社内
- ガンビア - 愛知県名古屋市西区中小田井五丁目16 2F
- カンボジア - 愛知県名古屋市千種区高見二丁目7-7　ユニオンビル3階
- ケニア - 愛知県名古屋市中村区名駅四丁目9-8　センチュリー豊田ビル16階　豊田通商株式会社内
- コスタリカ - 愛知県名古屋市中村区名駅四丁目7-1　トヨタ自動車株式会社　名古屋オフィス内
- コロンビア - 愛知県名古屋市中区松原二丁目10-7 株式会社萬楽庵5階
- シンガポール - 愛知県名古屋市中区葵三丁目21-19　株式会社メニコン内
- スリランカ - 愛知県名古屋市西区則武新町三丁目1-36　株式会社ノリタケカンパニーリミテド内
- タイ - 愛知県名古屋市中区錦三丁目6-29　興和株式会社内
- デンマーク - 愛知県刈谷市豊田町1-1　トヨタ紡織株式会社内
- ドイツ - 愛知県豊橋市駅前大通一丁目55　サーラタワー　株式会社サーラコーポレーション内
- ニュージーランド - 愛知県名古屋市中川区福住町2-26　リンナイ株式会社内
- ハンガリー - 愛知県名古屋市中村区名駅四丁目5-27　第一名駅ビル1階
- バングラデシュ - 愛知県名古屋市中村区名駅四丁目7-1　ミッドランドスクエア12階　東海東京証券株式会社内
- フィジー - 愛知県名古屋市緑区高根山一丁目1601
- フィンランド - 愛知県名古屋市中村区名駅一丁目1-4　JRセントラルタワーズ　東海旅客鉄道株式会社内
- フランス - 愛知県名古屋市東区東桜一丁目1-1　アーバンネット名古屋ネクスタビル19階 日本特殊陶業株式会社内
- ベトナム - 愛知県名古屋市千種区法王町二丁目5-G10D
- ベルギー - 愛知県名古屋市西区牛島町6-1　名古屋ルーセントタワー　株式会社豊田自動織機内
- ポルトガル - 愛知県名古屋市中村区名駅四丁目5-28　桜通豊田ビル15階
- ミャンマー - 愛知県名古屋市西区山田町上小田井東古川3117
- メキシコ - 愛知県豊田市トヨタ町1　トヨタ自動車株式会社内
- モンテネグロ - 愛知県犬山市大字前原字天道新田　大同メタル工業（株）犬山事業所内
- モンゴル - 愛知県名古屋市中川区打出2-70　松蔭病院内
- ラオス - 愛知県名古屋市中区上前津二丁目9-29　株式会社　槌屋内
- ラトビア - 愛知県名古屋市中区錦一丁目2-7　天野エンザイム株式会社内

### 在三重県
- ベトナム - 三重県鈴鹿市白子駅前13-1　HOWAビル鈴鹿3階

### 在京都府
- アイスランド - 京都府京都市中京区堂之前町248　池坊9階
- グアテマラ - 京都府京都市右京区西院笠目町6　京都外国語大学内
- コンゴ共和国 - 京都府京都市下京区松原通烏丸西入ル玉津島町294
- ペルー - 京都府京都市上京区小川通寺之内上ル本法寺前町613　財団法人裏千家今日庵内
- ポルトガル - 京都府京都市北区堀川通鞍馬口上ル
- メキシコ - 京都府京都市右京区西院笠目町6　京都外国語大学内
- ラオス - 京都府京都市下京区七条御所ノ内中町64-1　OES BLDG.7階
- ルクセンブルク - 京都府京都市中京区西ノ京桑原町1　株式会社島津製作所内

### 在大阪府
- ウガンダ - 大阪府大阪市東住吉区湯里二丁目2-8　サラヤ株式会社内
- エストニア - 大阪府大阪市中央区本町三丁目4-12
- エチオピア - 大阪府大阪市西区新町一丁目4-26　四ツ橋グランドビル9階
- オーストリア - 大阪府大阪市北区梅田三丁目3-5　大和ハウス工業株式会社内
- オマーン - 大阪府大阪市北区梅田三丁目1-3　伊藤忠商事（株）　開発・調査部関西開発調査室内
- カンボジア - 大阪府大阪市北区茶屋町12-6
- クロアチア - 大阪府大阪市西区江戸堀一丁目8-2　5階
- コロンビア - 大阪府大阪市西区南堀江二丁目13-22　株式会社ユニオン内
- コンゴ民主共和国 - 大阪府岸和田市積川町23-5
- シンガポール - 大阪府堺市堺区老松町3丁77
- スペイン - 大阪府大阪市北区堂島浜二丁目1-40　サントリーホールディングス株式会社内
- セネガル - 大阪府摂津市鳥飼八防二丁目4-16
- セルビア - 大阪府大阪市西区土佐堀一丁目4-11　大日本除虫菊株式会社内
- タンザニア - 大阪府大阪市此花区伝法六丁目1-49
- チェコ - 大阪府堺市北区長曽根町130-23 堺商工会議所内
- チュニジア - 大阪府大阪市東住吉区湯里二丁目2-8　サラヤ株式会社内
- チリ - 大阪府大阪市中央区東心斎橋二丁目1-1　タカラベルモント株式会社内
- デンマーク - 大阪府大阪市北区堂島浜二丁目1-40　サントリービル
- トルコ - 大阪府吹田市南金田二丁目12-1　株式会社ビケンテクノ本社内
- ニュージーランド - 大阪府大阪市浪速区敷津東一丁目2-47　株式会社クボタ内
- ネパール - 大阪府大阪市天王寺区上本町六丁目9-21
- バングラデシュ - 大阪府大阪市中央区淡路町四丁目4-13 南星ビル3階
- フィジー - 大阪府大阪市淀川区宮原二丁目11-22　プレシオ新大阪501号
- ブータン - 大阪府大阪市中央区伏見町四丁目3-9　HK淀屋橋ガーデンアベニュー　鴻池運輸株式会社内
- ブルガリア - 大阪府泉大津市なぎさ町5-1　きらら・りぞーとホテルサンルート関空内
- ベルギー - 大阪府大阪市北区梅田一丁目13-1　大阪梅田ツインタワーズ・サウス　ダイキン工業株式会社内
- ポルトガル - 大阪府大阪市中央区南船場一丁目15-14　堺筋稲畑ビル
- マルタ - 大阪府堺市東区菩提町一丁9-9
- ミクロネシア連邦 - 大阪府大阪市北区天神橋二丁目北1-2　関西経理専門学校内
- メキシコ - 大阪府大阪市北区大淀中一丁目1-88　積水ハウス・グループ　梅田スカイビル・タワーイースト23階
- モロッコ - 大阪府大阪市中央区北浜四丁目5-33　住友電気工業株式会社内
- ラトビア - 大阪府大阪市北区梅田三丁目3-5　大和ハウス工業株式会内
- リトアニア - 大阪府大阪市中央区北浜三丁目5-29　日本生命淀屋橋ビル
- ルーマニア - 大阪府大阪市天王寺区四天王寺二丁目1-9

### 在兵庫県
- イスラエル - 兵庫県神戸市中央区中山手通五丁目2-3　扇都センタービル4階
- ウクライナ - 兵庫県神戸市中央区港島一丁目3-11　神戸学院大学ポートアイランド第2キャンパス1号館4階
- ギリシャ - 兵庫県芦屋市南宮町1-3　第一興業ビル3階　株式会社アイジーエム内
- コンゴ民主共和国 - 兵庫県神戸市須磨区中島町三丁目2-15
- サンマリノ - 兵庫県神戸市中央区港島中町六丁目13-1
- スウェーデン - 兵庫県神戸市中央区栄町通四丁目2-18　近畿工業株式会社　神戸事務所　内
- ノルウェー - 兵庫県神戸市中央区御幸通四丁目2-20　三宮ビルディング南館11F DNV AS内
- ブラジル - 兵庫県神戸市中央区山本通三丁目19-8　神戸市立海外移住と文化の交流センター3階
- ポーランド - 兵庫県神戸市中央区北長狭通四丁目3-13　兵庫県私学会館内
- ポルトガル - 兵庫県神戸市灘区永手町二丁目2-27
- ミャンマー - 兵庫県神戸市東灘区森南町一丁目7-8　株式会社トーアコーポレーション内

### 在和歌山県
- トルコ - 和歌山県和歌山市坂田85 島精機製作所本社内
- ボスニア・ヘルツェゴビナ - 和歌山県和歌山市中1-3　株式会社フリゴ　和歌山第一物流センター内

### 在鳥取県
- カンボジア - 鳥取県境港市竹内団地252-2　境夢みなとターミナル2階

### 在広島県
- ウズベキスタン - 広島県広島市中区立町1-26　泰平ビル2階
- オーストリア - 広島県広島市中区白島北町19-2　株式会社広島ホームテレビ内
- カナダ - 広島県広島市安佐南区祇園五丁目37-1　広島経済大学内
- デンマーク - 広島県広島市中区本通7-1 アンデルセン・グループ内
- ブラジル - 広島県広島市南区大洲一丁目5-24　田中電機工業株式会社内
- フランス - 広島県広島市中区中町6-30　広島テレプラザ 6F
- ポーランド - 広島県広島市中区小町4-33　中国電力株式会社
- マルタ - 広島県呉市音戸町波多見一丁目34-45　株式会社オンド内
- メキシコ - 広島県安芸郡府中町新地3-1　マツダ株式会社内
- モンゴル - 広島県広島市東区矢賀新町五丁目7-4　株式会社ロジコムホールディングス内
- リトアニア - 広島県福山市東深津町四丁目20-1

### 在山口県
- 大韓民国 - 山口県下関市東大和町二丁目13-10　山口韓国総合会館2階

### 在徳島県
- ポルトガル - 徳島県徳島市中常三島町一丁目29番地
- モンゴル - 徳島県徳島市昭和町八丁目27　三木ビルディング3階[4]

### 在香川県
- スペイン - 香川県高松市浜ノ町8-24

### 在高知県
- ミクロネシア連邦 - 高知県高知市本町4-2-52　住友生命高知ビル5階

### 在福岡県
- アルバニア - 福岡県福岡市東区和白東3-30-1　福岡工業大学内
- イギリス - 福岡県北九州市小倉北区馬借1-7-17　J-フィールド3階　ローレンス英会話教室内
- インドネシア - 福岡県福岡市南区那の川1丁目23-35　株式会社九電工内
- ガーナ - 福岡県福岡市博多区博多駅東1-1-33　はかた近代ビル2階　（株）トータルスタッフ内
- カナダ - 福岡県福岡市中央区渡辺通二丁目1-82　九州電力（株）内
- カンボジア - 福岡県福岡市中央区天神一丁目4-1　西日本新聞会館15階
- サモア - 福岡県福岡市博多区空港前二丁目2-26 福岡運輸株式会社内
- スイス - 福岡県福岡市早良区室見五丁目7-5 第2レジデンス室見102
- スウェーデン - 福岡県古賀市青柳3108-3 株式会社西部技研内
- スペイン - 福岡県福岡市中央区大名二丁目9-23　プリオ福岡ビル　総合メディカル株式会社内
- セネガル - 福岡県北九州市小倉北区紺屋町12-21　勝山ビル2階
- デンマーク - 福岡県福岡市早良区百道浜二丁目4-27　AIビルディング11階　麻生セメント株式会社内
- ドイツ - 福岡県福岡市博多区千代一丁目17-1　西部ガス株式会社内
- トルコ - 福岡県福岡市博多区博多駅前三丁目25-21　九州旅客鉄道株式会社内
- ニュージーランド - 福岡県福岡市中央区天神一丁目11-1 ONE FUKUOKA BLDG. 10階 西日本鉄道株式会社内
- ネパール - 福岡県福岡市博多区博多駅東一丁目1-33　はかた近代ビル　4階
- ノルウェー - 福岡県古賀市青柳3108-3　株式会社　西部技研内
- フランス - 福岡県福岡市中央区渡辺通二丁目1-82 九州電力株式会社内
- ブルガリア - 福岡県福岡市博多区博多駅東二丁目1-23　株式会社サニックス本社内
- ベルギー - 福岡県福岡市中央区大手門1-8-3　ふくおかフィナンシャルグループ　本社ビル　福岡銀行内
- モンゴル - 福岡県福岡市中央区渡辺通五丁目23-2　東急ドエルアルス天神705
- ラオス - 福岡県福岡市博多区博多駅東一丁目18-33　博多イーストテラス8階　久原本家グループ博多オフィス内

### 在長崎県
- オランダ - 長崎県長崎市新地町3－17　長崎自動車株式会社内
- チリ - 長崎県西海市大島町1605-1　株式会社大島造船所内
- フランス - 長崎県長崎市出島町3-10　株式会社澤山商会内
- ポルトガル - 長崎県長崎市銅座町1-11　株式会社十八親和銀行内
- モロッコ - 長崎県佐世保市干尽町3-47　株式会社縣北衛生社内

### 在大分県
- フィジー - 大分県大分市光吉890-1　株式会社豊後木材市場内

### 在鹿児島県
- ジョージア - 鹿児島県鹿児島市輝北町上百引3847-2　森産業グループ　株式会社森建設内
- スロバキア - 鹿児島県霧島市溝辺町麓876-15
- 大韓民国 - 鹿児島県日置市東市来町美山1715
- ブータン - 鹿児島県鹿屋市唐湊四丁目21-1　株式会社新日本科学内

### 在沖縄県
- クロアチア - 沖縄県那覇市牧志三丁目9-10　ホテルパームロイヤルNAHA内
- チェコ - 沖縄県那覇市辻一丁目6-5
- ドイツ - 沖縄県中頭郡西原町字幸地586番地の15
- ニカラグア - 沖縄県那覇市字宇栄原727
- フランス - 沖縄県那覇市牧志一丁目4-43 新川ビル2階　沖縄日仏学館内
- フランス - 沖縄県浦添市仲間三丁目3-9　ちはる歯科クリニック内
- ブラジル - 沖縄県那覇市樋川一丁目4-52
- ペルー - 沖縄県那覇市旭町112-1　金秀ビル（東館）8階、9階
- ラオス - 沖縄県那覇市赤嶺二丁目12-4

## 特殊な位置付けの駐日外国公館
- 駐日欧州連合代表部 - 東京都港区南麻布4丁目6番28号　ヨーロッパ・ハウス[注釈 2]
- 中国 香港特別行政区政府 駐東京香港経済貿易代表部 - 東京都千代田区三番町30番1号[5][6]
- ケベック州政府在日事務所（フランス語版） - 東京都港区虎ノ門4-3-1 城山トラストタワー32階[7]
- 国民統一政府（NUG）駐日代表事務所[8]